# فرودگاه مرل مودهول اسمیت
فرودگاه مرل مودهول اسمیت (به انگلیسی: Merle K. (Mudhole) Smith Airport) یک فرودگاه همگانی بهره‌برداری هوایی با کد یاتا CDV است که یک باند فرود آسفالت دارد و طول باند آن ۲۲۸۶ متر است. این فرودگاه در شهر کوردووا، آلاسکا کشور ایالات متحده آمریکا قرار دارد و در ارتفاع ۱۶ متری از سطح دریا واقع شده‌است.

## شرکت‌های هواپیمایی و مقصدهای پروازی

### مسافری
| شرکت‌های هواپیمایی                 | مقصدهای پروازی                                 |
| --------------------------------- | ---------------------------------------------- |
| آلاسکا ایرلاینز                   | تد استیونز انکوریج، جونو، سیاتل-تاکوما، یاکوتت |
| راون آلاسکا اجرا توسط راون آلاسکا | تد استیونز انکوریج                             |

### Statistics
| Carrier         | Passengers (arriving and departing) |
| --------------- | ----------------------------------- |
| آلاسکا ایرلاینز | ۲۷,۹۶۰(75.85%)                      |
| راون آلاسکا     | ۸,۹۰۰(24.15%)                       |

| Rank | City            | Airport            | Passengers |
| ---- | --------------- | ------------------ | ---------- |
| 1    | انکوریج         | تد استیونز انکوریج | 15,100     |
| 2    | سیاتل، واشینگتن | سیاتل-تاکوما       | 2,290      |
| 3    | جونو، آلاسکا    | جونو               | 980        |
| 4    | یاکوتات، آلاسکا | یاکوتت             | 140        |